# (9978) 1994 AJ1
(9978) 1994 AJ1 (1994 AJ1, 1989 EK4) — астероїд головного поясу, відкритий 7 січня 1994 року.
Тіссеранів параметр щодо Юпітера — 3,229.